# Tauleta de queixa a Ea-nasir
La tauleta de queixa a Ea-nāṣir és una tauleta d'argila que va ser enviada a l'antiga Ur, escrita cap al 1750 aC. És una queixa a un comerciant anomenat Ea-nāsir d'un client anomenat Nanni. Escrita en cuneiforme accadi, es considera la queixa escrita més antiga coneguda. Es conserva al Museu Britànic fins al 2025. El contingut de la tauleta i Ea-nāsir en particular van guanyar popularitat com a mem d'Internet.

## Contingut
Ea-nāsir va viatjar a Dilmun per comprar coure i va tornar a Mesopotàmia a vendre'l. En una ocasió particular, havia acceptat vendre lingots de coure a Nanni. Nanni va enviar el seu servent amb els diners per completar la transacció. Nanni va considerar que el coure no era estàndard i no va ser acceptat. En resposta, Nanni va crear aquesta carta cuneiforme per enviar-la a Ea-nāsir. Hi ha inscrit una queixa sobre un enviament de coure de la qualificació incorrecta i problemes amb un altre. Nanni també es va queixar que el seu servent (que s'encarregava de la transacció) havia estat tractat de manera grollera. Va afirmar que, en el moment d'escriure-la, no havia acceptat el coure, tot i haver-ne pagat els diners.

## Adquisició
La tauleta va ser descoberta i adquirida per Sir Leonard Woolley, liderant una expedició conjunta de la Universitat de Pennsilvània i el Museu Britànic de 1922 a 1934 a la ciutat sumèria d'Ur. A més, s'han trobat altres tauletes a les ruïnes que es creu que eren l'habitatge d'Ea-nāsir. Aquests inclouen una carta d'un home anomenat Arbituram que es queixava que encara no havia rebut el seu coure, mentre que un altre diu que estava cansat de rebre coure de mala qualitat.

## Llegat
La tauleta s'ha convertit en un mem d'Internet a causa de la seva naturalesa aparentment anacrònica, amb Forbes afirmant que s'assemblava a moltes queixes de clients a l'era moderna. Ha estat reconeguda pels Guinness World Records com la "queixa de client més antiga".